# 广佛放射线
内环路广佛放射线，是一条连接广州市和佛山市的城市快速路。其一期工程起于内环路在荔湾区的中山八路立交，经过大坦沙，止于芳村大道；施工中的二期工程将延长至佛山市黄岐地区，并连接广州环城高速公路和广佛新干线。一期工程早已在2005年建成，但二期工程却一波三折，其中A线高架桥于2024年10月18日开放试运行，B线预计将在2025年底之前与广湛高速铁路同步竣工。

## 设计
2000年后，广州市编制了第一个概念规划，在城市空间发展上提出了“南拓、北优、东进、西联”的发展战略。内环路在规划阶段，一共设计了7条放射线，旨在连通内环路和广州环城高速公路，而广佛放射线能连接内环路和环城高速西环，以及广州市的西部地区。早在“九五”期间，广佛放射线就被列入广州市的重点工程。
随着珠三角经济不断发展，珠江大桥既有的双向2车道已经供不应求。因此，中国共产党广州市委员会和广州市人民政府提出在珠江大桥两侧新建两条3车道高架路，以连接中山八路、芳村大道和环城高速，而珠江大桥将只允许行人和非机动车通行。
根据放射线上行驶车辆组成及相关道路标准，采用车道宽度如下：主线在单向双车道区间宽9.2米，在单向三车道区间宽12.6米，在跨江大桥区间为单向三车道宽15米；单向一车道匝道宽7米；单向双车道匝道宽8.5米。

### 走向
一期工程东端起点位于内环路中山八路立交，与南岸路、中山八路和黄沙大道相连，随后放射线沿着既有珠江大桥的两侧，通过公路桥跨过珠江，在大坦沙时，通过大坦沙立交的4条匝道连接雙橋路和桥中路。接着，放射线继续沿着珠江大桥，再次跨过珠江，在西端止于芳村大道立交，里程共2.5公里。在规划阶段，芳村大道立交将成为一座3层分离式立交，芳村大道直行高架桥为第3层，放射线主线为第2层，然而第三层并未建造。
二期工程全长约1.7公里，东起芳村大道立交，沿西南方向行进，跨过广佛市界，随后连接广州环城高速公路黄歧立交，而主线则在上跨环城高速后连接广佛新干线，以方便车辆来往两条干道。二期工程总投资约9.6亿元，将设置双向6车道，限速60公里/小时。规划更新后，芳村大道立交还增加了一条匝道，方便从佛山往广州方向的车辆前往滘口汽车客运站。

## 施工经过

### 一期工程
2003年7月起，作为一期工程的一部分，跨珠江公路桥开工，并于2005年2月建成，比原计划提前了半年。新的公路桥在既有珠江大桥两侧，宽15米，双向各有3车道，设计时速为60公里/小时。东桥A线长548米，B线长568米，造价5261万元。
在一期工程的征地阶段，施工方需要和广铁集团、武警当地乡村等方面协调。由于沿线的地质复杂，溶洞多，广州市中心区交通项目办公室创新性地引入了顶推法（使用千斤頂推动桥梁至指定位置）。

### 二期工程
广佛放射线二期工程佛山段已于2012年动工，2010年代完工，而广州段则经历了多年的波折。2002年，广州市中心区交通项目领导小组办公室委托环评单位，编制了二期工程广州段的环评报告，并通过了审批。2003年，二期工程动工，随后却没有了进展。分别于2006年和2008年，靠近未来二期高架桥的“逸彩新世界”E区和C区完成了规划；之后，小区其他部分陆续建成。即使二期工程被列入2009年广佛同城化的重点项目，广佛二市也未能同时确定开工和完工时间。2011年10月25日，广佛市长联席会议举办，会上“广佛同城化建设2011-2012年度重点工作项目表”发布，而二期工程相关计划为“（佛山段）在2012年动工，广州段力争同步动工”。根据《羊城晚报》记者的观察，关于二期工程完工的说法，相关部门和领导已经表态不止一次，然而到2011年仍然没有进展。
2012年5月，施工单位进场施工，遭到“逸彩新世界”的业主反对；他们认为二期的高架桥距离小区过近，会带来噪音和废气，且10年前的环评有效性存疑。是年6月底，有业主发现芳兴路被被围蔽施工，施工机械前来运作，并发出巨大的噪音，接着又听说是高架桥要动工。于是，在7月21日，业主们向石围塘街道城管投诉，并前去广州第二市政工程有限公司在附近的办公室讨要说法。面对追问，工地负责人只拿得出荔湾区建设和园林绿化局开出的城市道路开挖许可证，但此证并没有批准广佛放射线进行的高架桥施工，因此荔湾区城管下令施工方在21日中午12时停止施工，办理相关证件。一个月后，广州市环保局接访日上，业主们再次前去反映问题。市环保局表示，由于小区在既有环评出台后建成，二期工程的周围环境有变，因此市环保局已责成项目单位重新进行环评。至此，广州段的工程被迫搁置。
2014年4月，广州市科技委组织专家对调整设计方案进行评审，推荐在原设计高架桥上加设隔音屏障并取消西侧上桥匝道。2017年3月24日，根据相关部门意见对方案进行调整，广州段取得广州市国土资源和规划委员会批复的《道路工程审核书》、《建设用地规划许可证》。
随后，广州段于2019年10月开工，然囿于廣湛高速鐵路和广南联络线工程，只能先局部动工，至2020年4月才全面施工。2023年12月31日，黄岐立交C、I匝道启用，使车辆可以从环城高速北向车道进入广佛新干线西向车道。
对于逸彩新世界小区居民关注的噪声问题，最新的方案是在A线两侧设置全封闭隔声屏障，共513米；同时为未能达到声环境标准的居民安装隔声窗。此外，项目涉及拆迁部分为B线东侧郭村靠近B线路边第一排建筑，道路红线范围需征收土地约12630.96平方米，房屋建筑面积共8146.5650平方米。
2024年10月18日22时，广佛出口放射线二期工程A线高架桥开放试运行。

## 建成后
通过放射线的一期工程，车辆能来往原芳村区和佛山市。由于珠江大桥的公路桥为水泥路面且伸缩缝密集，驾驶体验不佳，不如新公路桥宽敞平坦，因此新公路桥建成后，大部分车辆都选择改道，甚至一些自行车也会违规驶入，造成交通堵塞和安全隐患。至2020年，经过大坦沙立交的机动车和非机动车仍然频繁地相互妨碍通行，且大坦沙立交附近也是本线交通的一大“瓶颈”。
随着廣湛高速鐵路和广南联络线计划出炉，珠江大桥的改造计划也提上了日程。根据改造方案，作为广州市历史建筑，珠江大桥东桥既有的桥身将被新的桥身替代，这引发了文物保护的争议。有专家表示，因为广佛放射线的公路桥距离珠江东桥的净宽只有6米，小于规定的16米，在既有两桥间新建铁路桥的方案无法实施，只能拆除珠江东桥。